# Chelsea F.C. mùa giải 2019–20
Mùa giải 2019–20 là mùa thi đấu thứ 106 của Chelsea, mùa thứ 31 liên tiếp trong giải đấu đỉnh cao của bóng đá Anh, mùa thứ 28 liên tiếp tại Premier League và năm thứ 114 tồn tại như một câu lạc bộ bóng đá. Mùa giải bao gồm khoảng thời gian từ ngày 1 tháng 7 năm 2019 đến ngày 30 tháng 6 năm 2020.

## Trang phục
| Sân nhà | Sân nhà khác. | Sân nhà khác | Sân nhà 2020–21 | Sân khách | Sân khách. | Sân khách 2020–21 alt. | Thứ ba | Thứ ba khác. |

## Nhóm quản lý
| Vị trí                    | Tên              |
| ------------------------- | ---------------- |
| Huấn luyện                | Frank Lampard    |
| Trợ lý                    | Jody Morris      |
| Trợ lý                    | Joe Edwards      |
| Trợ lý                    | Chris Jones      |
| Huấn luyện thủ môn        | Henrique Hilário |
| Trợ lý huấn luyện thủ môn | James Russell    |

## Cầu thủ
| Số. | Vt. | Cầu thủ               | Quốc tịch   | Ngày sinh (tuổi)  | Hợp đồng | Hết hạn | Trận | Bt |
| --- | --- | --------------------- | ----------- | ----------------- | -------- | ------- | ---- | -- |
| 1   | GK  | Kepa Arrizabalaga     | Tây Ban Nha | 3 tháng 10, 1994  | 2018     | 2025    | 92   | 0  |
| 2   | DF  | Antonio Rüdiger       | Đức         | 3 tháng 3, 1993   | 2017     | 2022    | 109  | 6  |
| 3   | DF  | Marcos Alonso         | Tây Ban Nha | 28 tháng 12, 1990 | 2016     | 2023    | 143  | 22 |
| 4   | DF  | Andreas Christensen   | Đan Mạch    | 10 tháng 4, 1996  | 2012     | 2022    | 97   | 0  |
| 5   | MF  | Jorginho              | Ý           | 20 tháng 12, 1991 | 2018     | 2023    | 92   | 9  |
| 7   | MF  | N'Golo Kanté          | Pháp        | 29 tháng 3, 1991  | 2016     | 2023    | 169  | 11 |
| 8   | MF  | Ross Barkley          | Anh         | 5 tháng 12, 1993  | 2018     | 2023    | 78   | 10 |
| 9   | FW  | Tammy Abraham         | Anh         | 2 tháng 10, 1997  | 2016     | 2022    | 43   | 16 |
| 10  | MF  | Willian               | Brasil      | 9 tháng 8, 1988   | 2013     | 2020    | 335  | 63 |
| 11  | MF  | Pedro                 | Tây Ban Nha | 28 tháng 7, 1987  | 2015     | 2020    | 203  | 43 |
| 12  | MF  | Ruben Loftus-Cheek    | Anh         | 23 tháng 1, 1996  | 2014     | 2024    | 77   | 12 |
| 13  | GK  | Willy Caballero       | Argentina   | 28 tháng 9, 1981  | 2017     | 2021    | 32   | 0  |
| 15  | DF  | Kurt Zouma            | Pháp        | 27 tháng 10, 1994 | 2014     | 2023    | 107  | 5  |
| 17  | MF  | Mateo Kovačić         | Croatia     | 6 tháng 5, 1994   | 2019     | 2024    | 92   | 2  |
| 18  | FW  | Olivier Giroud        | Pháp        | 30 tháng 9, 1986  | 2018     | 2021    | 81   | 24 |
| 19  | MF  | Mason Mount           | Anh         | 10 tháng 1, 1999  | 2017     | 2024    | 47   | 6  |
| 20  | MF  | Callum Hudson-Odoi    | Anh         | 7 tháng 11, 2000  | 2017     | 2024    | 54   | 8  |
| 22  | MF  | Christian Pulisic     | Hoa Kỳ      | 18 tháng 9, 1998  | 2019     | 2024    | 29   | 9  |
| 23  | FW  | Michy Batshuayi       | Bỉ          | 2 tháng 10, 1993  | 2016     | 2021    | 77   | 25 |
| 24  | DF  | Reece James           | Anh         | 8 tháng 12, 1999  | 2018     | 2025    | 30   | 2  |
| 28  | DF  | César Azpilicueta (C) | Tây Ban Nha | 28 tháng 8, 1989  | 2012     | 2022    | 380  | 13 |
| 29  | DF  | Fikayo Tomori         | Anh         | 19 tháng 12, 1997 | 2016     | 2024    | 23   | 2  |
| 31  | GK  | Jamie Cumming         | Anh         | 4 tháng 9, 1999   | 2018     | 2023    | 0    | 0  |
| 33  | DF  | Emerson               | Ý           | 3 tháng 8, 1994   | 2018     | 2022    | 53   | 1  |
| 47  | MF  | Billy Gilmour         | Scotland    | 11 tháng 6, 2001  | 2019     | 2023    | 11   | 0  |
| 55  | MF  | Tino Anjorin          | Anh         | 23 tháng 11, 2001 | 2019     | 2025    | 2    | 0  |
| 57  | FW  | Armando Broja         | Albania     | 10 tháng 9, 2001  | 2020     | 2022    | 1    | 0  |
| 63  | DF  | Ian Maatsen           | Hà Lan      | 10 tháng 3, 2002  | 2019     | 2024    | 1    | 0  |

Cập nhật lần cuối: ngày 7 tháng 7 năm 2020.

Nguồn: Chelsea F.C.

## Chuyển nhượng

### Mùa hè
| Ngày               | Số. | Vt. | Cầu thủ       | Đến từ      | Giá         | #     |
| ------------------ | --- | --- | ------------- | ----------- | ----------- | ----- |
| 1 tháng 7 năm 2019 | 17  | MF  | Mateo Kovačić | Real Madrid | £40,500,000 | [ 3 ] |

### Mùa đông
| Ngày                    | Số. | Vt. | Cầu thủ         | Đến từ       | Giá      | #     |
| ----------------------- | --- | --- | --------------- | ------------ | -------- | ----- |
| ngày 1 tháng 1 năm 2020 |     | FW  | Bryan Fiabema   | Tromsø       | £540,000 | [ 4 ] |
| ngày 5 tháng 2 năm 2020 |     | MF  | Edwin Andersson | IFK Göteborg | £40,000  | [ 5 ] |

### Mùa hè
| Ngày                | Số. | Vt. | Cầu thủ                  | Đến                 | Giá         | #      |
| ------------------- | --- | --- | ------------------------ | ------------------- | ----------- | ------ |
| 1 tháng 7 năm 2019  |     | MF  | Kylian Hazard            | Cercle Brugge       | Mua đứt     | [ 6 ]  |
| 1 tháng 7 năm 2019  | 31  | GK  | Robert Green             | Giải nghệ           |             | [ 7 ]  |
| 1 tháng 7 năm 2019  |     | DF  | Fankaty Dabo             | Coventry City       | Miễn phí    | [ 8 ]  |
| 1 tháng 7 năm 2019  | 10  | MF  | Eden Hazard              | Real Madrid         | £90,000,000 | [ 9 ]  |
| 1 tháng 7 năm 2019  |     | DF  | Ola Aina                 | Torino              | £8,820,000  | [ 10 ] |
| 1 tháng 7 năm 2019  |     | GK  | Bradley Collins          | Barnsley            | Miễn phí    | [ 11 ] |
| 1 tháng 7 năm 2019  |     | GK  | Eduardo                  | Braga               | Miễn phí    | [ 12 ] |
| 1 tháng 7 năm 2019  |     | DF  | Jay Dasilva              | Bristol City        | £2,160,000  | [ 13 ] |
| 1 tháng 7 năm 2019  |     | GK  | Jared Thompson           | Unattached          |             | [ 14 ] |
| 1 tháng 7 năm 2019  |     | MF  | Victorien Angban         | Metz                | £5,400,000  | [ 14 ] |
| 1 tháng 7 năm 2019  |     | DF  | Tomáš Kalas              | Bristol City        | £8,100,000  | [ 15 ] |
| 4 tháng 7 năm 2019  |     | MF  | Ruben Sammut             | Sunderland          | Miễn phí    | [ 16 ] |
| 6 tháng 7 năm 2019  | 59  | GK  | Marcin Bułka             | Paris Saint-Germain | Miễn phí    | [ 17 ] |
| 13 tháng 7 năm 2019 | 65  | DF  | Renedi Masampu           | Whyteleafe          | Miễn phí    | [ 18 ] |
| 14 tháng 7 năm 2019 | 56  | FW  | Martell Taylor-Crossdale | Fulham              | Miễn phí    | [ 19 ] |
| 18 tháng 7 năm 2019 | 58  | FW  | Daishawn Redan           | Hertha BSC          | £2,430,000  | [ 20 ] |
| 26 tháng 7 năm 2019 |     | MF  | Josimar Quintero         | Espanyol B          | Miễn phí    | [ 21 ] |
| 27 tháng 7 năm 2019 |     | DF  | Todd Kane                | Queens Park Rangers | Miễn phí    | [ 22 ] |
| 29 tháng 7 năm 2019 |     | MF  | Kyle Scott               | Newcastle United    | Miễn phí    | [ 23 ] |
| 1 tháng 8 năm 2019  |     | MF  | Kasey Palmer             | Bristol City        | £3,420,000  | [ 24 ] |
| 5 tháng 8 năm 2019  | 24  | DF  | Gary Cahill              | Crystal Palace      | Miễn phí    | [ 25 ] |
| 8 tháng 8 năm 2019  | 30  | DF  | David Luiz               | Arsenal             | £7,830,000  | [ 26 ] |
| 13 tháng 8 năm 2019 |     | DF  | Kenneth Omeruo           | Leganés             | £4,500,000  | [ 27 ] |
| 2 tháng 9 năm 2019  | 47  | DF  | Joseph Colley            | Chievo              | Miễn phí    | [ 28 ] |

### Mùa đông
| Ngày                | Số. | Vt. | Cầu thủ        | Đến                    | Giá        | *      |
| ------------------- | --- | --- | -------------- | ---------------------- | ---------- | ------ |
| 1 tháng 1 năm 2020  |     | DF  | Michael Hector | Fulham                 | £5,310,000 | [ 29 ] |
| 31 tháng 1 năm 2020 | 51  | MF  | Clinton Mola   | Stuttgart              | £360,000   | [ 30 ] |
| 31 tháng 1 năm 2020 | 48  | DF  | Tariq Lamptey  | Brighton & Hove Albion | £2,970,000 | [ 31 ] |

### Mùa hè
| Ngày                     | Ngày trả                 | Số. | Vt. | Cầu thủ            | Đến                | Giá         | *      |
| ------------------------ | ------------------------ | --- | --- | ------------------ | ------------------ | ----------- | ------ |
| ngày 1 tháng 7 năm 2019  | ngày 23 tháng 1 năm 2020 |     | MF  | Victor Moses       | Fenerbahçe         | Free        | [ 33 ] |
| ngày 1 tháng 7 năm 2019  | ngày 30 tháng 6 năm 2020 |     | FW  | Álvaro Morata      | Atlético Madrid    | Free        | [ 34 ] |
| ngày 1 tháng 7 năm 2019  | ngày 30 tháng 4 năm 2020 |     | GK  | Nathan Baxter      | Ross County        | Free        | [ 35 ] |
| ngày 1 tháng 7 năm 2019  | ngày 31 tháng 5 năm 2020 | 48  | DF  | Richard Nartey     | Burton Albion      | Free        | [ 11 ] |
| ngày 3 tháng 7 năm 2019  | ngày 31 tháng 8 năm 2020 |     | MF  | Mario Pašalić      | Atalanta           | £1,350,000  | [ 36 ] |
| ngày 5 tháng 7 năm 2019  | ngày 30 tháng 6 năm 2020 |     | MF  | Charly Musonda     | Vitesse            | Free        | [ 37 ] |
| ngày 8 tháng 7 năm 2019  | ngày 30 tháng 6 năm 2020 |     | MF  | Nathan             | Atlético Mineiro   | Free        | [ 39 ] |
| ngày 18 tháng 7 năm 2019 | ngày 1 tháng 1 năm 2020  | 49  | MF  | Luke McCormick     | Shrewsbury Town    | Free        | [ 41 ] |
| ngày 22 tháng 7 năm 2019 | ngày 30 tháng 6 năm 2020 | 44  | DF  | Ethan Ampadu       | RB Leipzig         | £590,000    | [ 42 ] |
| ngày 24 tháng 7 năm 2019 | ngày 31 tháng 7 năm 2020 |     | DF  | Jake Clarke-Salter | Birmingham City    | Free        | [ 43 ] |
| ngày 24 tháng 7 năm 2019 | ngày 31 tháng 5 năm 2020 |     | DF  | Matt Miazga        | Reading            | Free        | [ 44 ] |
| ngày 24 tháng 7 năm 2019 | ngày 22 tháng 1 năm 2020 |     | MF  | Lewis Baker        | Fortuna Düsseldorf | Free        | [ 46 ] |
| ngày 1 tháng 8 năm 2019  | ngày 31 tháng 5 năm 2020 |     | DF  | Dujon Sterling     | Wigan Athletic     | Free        | [ 47 ] |
| ngày 2 tháng 8 năm 2019  | ngày 14 tháng 1 năm 2020 | 43  | MF  | Conor Gallagher    | Charlton Athletic  | Free        | [ 49 ] |
| ngày 3 tháng 8 năm 2019  | ngày 30 tháng 6 năm 2020 | 43  | FW  | Ike Ugbo           | Roda JC            | Free        | [ 50 ] |
| ngày 8 tháng 8 năm 2019  | ngày 31 tháng 5 năm 2020 |     | DF  | Josh Grant         | Plymouth Argyle    | Free        | [ 52 ] |
| ngày 8 tháng 8 năm 2019  | ngày 1 tháng 1 năm 2020  |     | MF  | Jacob Maddox       | Tranmere Rovers    | Free        | [ 54 ] |
| ngày 8 tháng 8 năm 2019  | ngày 6 tháng 1 năm 2020  | 6   | MF  | Danny Drinkwater   | Burnley            | Free        | [ 55 ] |
| ngày 8 tháng 8 năm 2019  | ngày 31 tháng 7 năm 2020 |     | DF  | Trevoh Chalobah    | Huddersfield Town  | Free        | [ 56 ] |
| ngày 8 tháng 8 năm 2019  | ngày 31 tháng 7 năm 2020 |     | FW  | Isaiah Brown       | Luton Town         | Free        | [ 57 ] |
| ngày 21 tháng 8 năm 2019 | ngày 31 tháng 8 năm 2020 | 21  | DF  | Davide Zappacosta  | Roma               | Free        | [ 58 ] |
| ngày 30 tháng 8 năm 2019 | ngày 30 tháng 6 năm 2020 | 42  | DF  | Juan Castillo      | Ajax               | Free        | [ 59 ] |
| ngày 31 tháng 8 năm 2019 | ngày 30 tháng 6 năm 2020 | 14  | MF  | Tiémoué Bakayoko   | Monaco             | £2,700,000  | [ 60 ] |
| ngày 1 tháng 9 năm 2019  | ngày 31 tháng 1 năm 2020 |     | MF  | Danilo Pantić      | Fehérvár           | Undisclosed | [ 62 ] |
| ngày 2 tháng 9 năm 2019  | ngày 30 tháng 6 năm 2020 |     | DF  | Baba Rahman        | Mallorca           | Free        | [ 63 ] |
| ngày 2 tháng 9 năm 2019  | ngày 30 tháng 6 năm 2020 | 16  | MF  | Kenedy             | Getafe             | Free        | [ 64 ] |
| ngày 2 tháng 9 năm 2019  | ngày 30 tháng 6 năm 2021 |     | MF  | Lucas Piazon       | Rio Ave            | Free        | [ 65 ] |
| ngày 3 tháng 9 năm 2019  | ngày 16 tháng 1 năm 2020 | 32  | GK  | Jamal Blackman     | Vitesse            | Free        | [ 66 ] |

### Mùa đông
| Ngày                     | Ngày trả                 | #. | Vt. | Cầu thủ          | Đến            | Fee  | *      |
| ------------------------ | ------------------------ | -- | --- | ---------------- | -------------- | ---- | ------ |
| ngày 7 tháng 1 năm 2020  | ngày 30 tháng 6 năm 2020 |    | MF  | Danny Drinkwater | Aston Villa    | Free | [ 53 ] |
| ngày 10 tháng 1 năm 2020 | ngày 31 tháng 7 năm 2020 | 44 | DF  | Marc Guehi       | Swansea City   | Free | [ 40 ] |
| ngày 15 tháng 1 năm 2020 | ngày 31 tháng 7 năm 2020 |    | MF  | Conor Gallagher  | Swansea City   | Free | [ 48 ] |
| ngày 22 tháng 1 năm 2020 | ngày 31 tháng 5 năm 2020 |    | GK  | Jamal Blackman   | Bristol Rovers | Free | [ 45 ] |
| ngày 23 tháng 1 năm 2020 | ngày 9 tháng 8 năm 2020  |    | MF  | Victor Moses     | Inter Milan    | Free | [ 32 ] |
| ngày 30 tháng 1 năm 2020 | ngày 30 tháng 6 năm 2020 | 45 | MF  | George McEachran | Cambuur        | Free | [ 38 ] |
| ngày 31 tháng 1 năm 2020 | ngày 30 tháng 6 năm 2020 | 41 | FW  | Charlie Brown    | Union SG       | Free | [ 67 ] |
| ngày 2 tháng 2 năm 2020  | ngày 31 tháng 5 năm 2020 |    | MF  | Jacob Maddox     | Southampton    | Free | [ 68 ] |

### Chi phí
Summer:  £40,500,000
Winter:  £580,000
Total:  £41,080,000
 
|

### Thu nhập
Summer:  £137,300,000
Winter:  £8,640,000
Total:  £145,940,000
 
|

### Tổng số ròng
Summer:  £96,800,000
Winter:  £8,060,000
Total:  £104,860,000
 
|}

## Giao hữu
| ngày 10 tháng 7 năm 2019 | Bohemians  | 1–1      | Chelsea      | Dublin, Republic of Ireland                                                                    |  |
| 19:45 IST                | Molloy 89' | Chi tiết | Batshuayi 8' | Sân vận động: Dalymount Park Lượng khán giả: 3,800 Trọng tài: Neil Doyle (Republic of Ireland) |  |

| ngày 13 tháng 7 năm 2019 | St Patrick's Athletic | 0–4      | Chelsea                                                     | Dublin, Republic of Ireland                                                                        |  |
| 14:00 IST                |                       | Chi tiết | Mount 14' · Emerson 31' · Giroud 67', 88' · Christensen 81' | Sân vận động: Richmond Park Lượng khán giả: 5,340 Trọng tài: Paul McLaughlin (Republic of Ireland) |  |

| ngày 19 tháng 7 năm 2019 | Kawasaki Frontale | 1–0      | Chelsea | Yokohama, Nhật Bản                                                              |  |
| 19:00 JST                | Damião 86'        | Chi tiết |         | Sân vận động: Nissan Lượng khán giả: 62,012 Trọng tài: Yuichi Nishimura (Japan) |  |

| ngày 23 tháng 7 năm 2019 | Barcelona     | 1–2      | Chelsea                   | Saitama, Nhật Bản                                                              |  |
| 19:30 JST                | Rakitić 90+1' | Chi tiết | Abraham 34' · Barkley 81' | Sân vận động: Saitama Lượng khán giả: 51,126 Trọng tài: Masaaki Iemoto (Japan) |  |

| ngày 28 tháng 7 năm 2019 | Reading                                  | 3–4      | Chelsea                                   | Reading, Anh                                                                    |  |
| 15:00 BST                | Barrett 13' · Morrison 49' · Baldock 71' | Chi tiết | Barkley 22' · Kenedy 42' · Mount 57', 60' | Sân vận động: Madejski Lượng khán giả: 19,463 Trọng tài: Tim Robinson (England) |  |

| ngày 31 tháng 7 năm 2019 | Red Bull Salzburg                              | 3–5      | Chelsea                                                                        | Salzburg, Áo                                                                               |  |
| 20:00 CEST               | Onguéné 50' · Minamino 79', 85' (ph.đ.), 90+2' | Chi tiết | Pulisic 20', 28' · Barkley 23' (ph.đ.) · Zouma 41' · Pedro 57' · Batshuayi 88' | Sân vận động: Red Bull Arena Lượng khán giả: 27,643 Trọng tài: Christopher Jäger (Austria) |  |

| ngày 3 tháng 8 năm 2019 | Borussia Mönchengladbach                         | 2–2      | Chelsea                                                                                       | Mönchengladbach, Đức                                                                   |  |
| 17:00 CEST              | Pléa 13' · Lainer 28' · Hofmann 39' · Elvedi 62' | Chi tiết | Emerson 8' · Kovačić 24' · Abraham 59' (ph.đ.) · Pedro 68' · Giroud 71' · Barkley 86' (ph.đ.) | Sân vận động: Borussia-Park Lượng khán giả: 24,500 Trọng tài: Martin Thomsen (Germany) |  |

| ngày 10 tháng 6 năm 2020 | Chelsea  | 1–0      | Reading | Surrey, Anh                                            |  |
| BST                      | Pedro ?' | Chi tiết |         | Sân vận động: Cobham Training Centre Lượng khán giả: 0 |  |

| ngày 14 tháng 6 năm 2020 | Chelsea                                                                  | 7–1      | Queens Park Rangers | London, Anh                                     |  |
| BST                      | Mount ?' · Willian ?' · Loftus-Cheek ?', ?' · Giroud ?' · Gilmour ?', ?' | Chi tiết | Unknown ?'          | Sân vận động: Stamford Bridge Lượng khán giả: 0 |  |

## Thi đấu

### Bảng xếp hạng
| VT | Đội               | ST | T  | H  | B  | BT  | BB | HS  | Đ  | Giành quyền tham dự hoặc xuống hạng     |
| -- | ----------------- | -- | -- | -- | -- | --- | -- | --- | -- | --------------------------------------- |
| 2  | Manchester City   | 38 | 26 | 3  | 9  | 102 | 35 | +67 | 81 | Lọt vào vòng bảng Champions League      |
| 3  | Manchester United | 38 | 18 | 12 | 8  | 66  | 36 | +30 | 66 | Lọt vào vòng bảng Champions League      |
| 4  | Chelsea           | 38 | 20 | 6  | 12 | 69  | 54 | +15 | 66 | Lọt vào vòng bảng Champions League      |
| 5  | Leicester City    | 38 | 18 | 8  | 12 | 67  | 41 | +26 | 62 | Lọt vào vòng bảng Europa League         |
| 6  | Tottenham Hotspur | 38 | 16 | 11 | 11 | 61  | 47 | +14 | 59 | Lọt vào vòng loại thứ hai Europa League |

1. ↑  Manchester City ban đầu bị cấm khỏi tất cả các giải đấu câu lạc bộ châu Âu cho mùa giải 2020–21 và 2021–22 bởi Cơ quan kiểm soát tài chính câu lạc bộ UEFA vào ngày 14 tháng 2 năm 2020 do đã vi phạm Luật công bằng tài chính UEFA.[69] Quyết định đã được kháng cáo lên Tòa án Trọng tài Thể thao (CAS) vào ngày 26 tháng 2 năm 2020.[70] Đơn kháng cáo đó đã được nhận vào ngày 8 tháng 6 năm 2020.[71] Kháng cáo được chấp nhận vào ngày 13 tháng 7 năm 2020 và lệnh cấm được gỡ bỏ.[72]
2. ↑  Vì đội vô địch của Cúp EFL, Manchester City, lọt vào vòng bảng Champions League thông qua vị trí bảng xếp hạng, suất dự dành cho đội vô địch Cúp EFL (vòng loại thứ hai Europa League) được chuyển sang cho đội đứng thứ sáu.

### Các trận đấu
| ngày 11 tháng 8 năm 2019 1 | Manchester United                                                                     | 4–0      | Chelsea                                            | Manchester                                                                  |  |
| 16:30 BST                  | Rashford 18' (ph.đ.), 67' · Lingard 48' · Martial 65', 80' · Lindelöf 69' · James 81' | Chi tiết | Zouma 36' · Jorginho 52' · Abraham 57' · Kanté 90' | Sân vận động: Old Trafford Lượng khán giả: 73,620 Trọng tài: Anthony Taylor |  |

| ngày 18 tháng 8 năm 2019 2 | Chelsea                 | 1–1      | Leicester City | London                                                                          |  |
| 16:30 BST                  | Mount 7' · Jorginho 37' | Chi tiết | Ndidi 67'      | Sân vận động: Stamford Bridge Lượng khán giả: 40,629 Trọng tài: Oliver Langford |  |

| ngày 24 tháng 8 năm 2019 3 | Norwich City                              | 2–3      | Chelsea                                    | Norwich                                                                     |  |
| 12:30 BST                  | Cantwell 6' · Pukki 30' · Stiepermann 43' | Chi tiết | Abraham 3', 68' · Mount 17' · Jorginho 33' | Sân vận động: Carrow Road Lượng khán giả: 27,032 Trọng tài: Martin Atkinson |  |

| ngày 31 tháng 8 năm 2019 4 | Chelsea          | 2–2      | Sheffield United                                 | London                                                                         |  |
| 15:00 BST                  | Abraham 19', 43' | Chi tiết | McBurnie 45+1' · Robinson 46' · Zouma 89' (l.n.) | Sân vận động: Stamford Bridge Lượng khán giả: 40,560 Trọng tài: Stuart Attwell |  |

| ngày 14 tháng 9 năm 2019 5 | Wolverhampton Wanderers                      | 2–5      | Chelsea                                                                 | Wolverhampton                                                         |  |
| 15:00 BST                  | Abraham 69' (l.n.) · Saïss 79' · Cutrone 85' | Chi tiết | Tomori 31' · Abraham 34', 41', 55', 62' · Christensen 64' · Mount 90+6' | Sân vận động: Molineux Lượng khán giả: 31,534 Trọng tài: Graham Scott |  |

| ngày 22 tháng 9 năm 2019 6 | Chelsea                                             | 1–2      | Liverpool                                                          | London                                                                         |  |
| 16:30 BST                  | Tomori 20' · Kanté 71' · Kovačić 84' · Alonso 90+4' | Chi tiết | Alexander-Arnold 14', 57' · Firmino 30' · Fabinho 78' · Milner 86' | Sân vận động: Stamford Bridge Lượng khán giả: 40,638 Trọng tài: Michael Oliver |  |

| ngày 28 tháng 9 năm 2019 7 | Chelsea                                                           | 2–0      | Brighton & Hove Albion                | London                                                                         |  |
| 15:00 BST                  | Christensen 23' · Alonso 31' · Jorginho 50' (ph.đ.) · Willian 76' | Chi tiết | Maupay 28' · Alzate 33' · Webster 49' | Sân vận động: Stamford Bridge Lượng khán giả: 40,683 Trọng tài: Chris Kavanagh |  |

| ngày 6 tháng 10 năm 2019 8 | Southampton | 1–4      | Chelsea                                                            | Southampton                                                             |  |
| 14:00 BST                  | Ings 30'    | Chi tiết | Jorginho 12' · Abraham 17' · Mount 24' · Kanté 40' · Batshuayi 89' | Sân vận động: St. Mary's Lượng khán giả: 31,473 Trọng tài: Paul Tierney |  |

| ngày 19 tháng 10 năm 2019 9 | Chelsea                        | 1–0      | Newcastle United | London                                                                         |  |
| 15:00 BST                   | Alonso 23', 73' · Tomori 45+1' | Chi tiết | Clark 43'        | Sân vận động: Stamford Bridge Lượng khán giả: 40,513 Trọng tài: Andre Marriner |  |

| ngày 26 tháng 10 năm 2019 10 | Burnley                                                               | 2–4      | Chelsea                                                    | Burnley                                                                  |  |
| 17:30 BST                    | Hendrick 65' · Pieters 67' · Rodriguez 86' · McNeil 89' · Brady 90+2' | Chi tiết | Pulisic 21', 45', 56' · Willian 53', 58' · Hudson-Odoi 77' | Sân vận động: Turf Moor Lượng khán giả: 20,975 Trọng tài: Michael Oliver |  |

| ngày 2 tháng 11 năm 2019 11 | Watford                                                                       | 1–2      | Chelsea                                               | Watford                                                                      |  |
| 17:30 GMT                   | Kabasele 46' · Janmaat 70' · Deulofeu 80' (ph.đ.) · Dawson 82' · Mariappa 88' | Chi tiết | Abraham 5' · Pulisic 55' · Jorginho 89' · Mount 90+6' | Sân vận động: Vicarage Road Lượng khán giả: 21,011 Trọng tài: Anthony Taylor |  |

| ngày 9 tháng 11 năm 2019 12 | Chelsea                                                             | 2–0      | Crystal Palace            | London                                                                    |  |
| 12:30 GMT                   | Willian 17' · Emerson 31' · Kovačić 33' · Abraham 52' · Pulisic 79' | Chi tiết | Zaha 21' · McCarthy 90+3' | Sân vận động: Stamford Bridge Lượng khán giả: 40,525 Trọng tài: Mike Dean |  |

| ngày 23 tháng 11 năm 2019 13 | Manchester City                             | 2–1      | Chelsea                  | Manchester                                                             |  |
| 17:30 GMT                    | De Bruyne 29' · Mahrez 37' · Gündoğan 90+1' | Chi tiết | Kanté 21' · Jorginho 61' | Sân vận động: Etihad Lượng khán giả: 54,486 Trọng tài: Martin Atkinson |  |

| ngày 30 tháng 11 năm 2019 14 | Chelsea | 0–1      | West Ham United                                     | London                                                                        |  |
| 15:00 GMT                    |         | Chi tiết | Cresswell 48', 90+5' · Fornals 65' · Yarmolenko 88' | Sân vận động: Stamford Bridge Lượng khán giả: 40,595 Trọng tài: Jonathan Moss |  |

| ngày 4 tháng 12 năm 2019 15 | Chelsea                                    | 2–1      | Aston Villa                 | London                                                                         |  |
| 19:30 GMT                   | Abraham 24' · Mount 45', 48' · Kovačić 81' | Chi tiết | Trézéguet 41' · Targett 64' | Sân vận động: Stamford Bridge Lượng khán giả: 40,628 Trọng tài: Chris Kavanagh |  |

| ngày 7 tháng 12 năm 2019 16 | Everton                                                       | 3–1      | Chelsea     | Liverpool                                                                  |  |
| 12:30 GMT                   | Richarlison 5', 42' · Digne 30' · Calvert-Lewin 49', 84', 68' | Chi tiết | Kovačić 52' | Sân vận động: Goodison Park Lượng khán giả: 39,114 Trọng tài: Craig Pawson |  |

| ngày 14 tháng 12 năm 2019 17 | Chelsea     | 0–1      | Bournemouth                    | London                                                                       |  |
| 15:00 GMT                    | Kovačić 81' | Chi tiết | L. Cook 50' · Gosling 82', 84' | Sân vận động: Stamford Bridge Lượng khán giả: 40,243 Trọng tài: Graham Scott |  |

| ngày 22 tháng 12 năm 2019 18 | Tottenham Hotspur                                                     | 0–2      | Chelsea                                                            | London                                                                           |  |
| 16:30 GMT                    | Alli 43' · Gazzaniga 45+3' · Sissoko 58' · Son 62' · Alderweireld 67' | Chi tiết | Willian 12', 45+4' (ph.đ.) · Zouma 31' · Kovačić 43' · Rüdiger 78' | Sân vận động: Tottenham Hotspur Lượng khán giả: 61.104 Trọng tài: Anthony Taylor |  |

| ngày 26 tháng 12 năm 2019 19 | Chelsea                               | 0–2      | Southampton                                             | London                                                                        |  |
| 15:00 GMT                    | Jorginho 58' · Kanté 62' · Tomori 62' | Chi tiết | Bertrand 30' · Obafemi 31' · Redmond 73' · Boufal 90+4' | Sân vận động: Stamford Bridge Lượng khán giả: 40,651 Trọng tài: Jonathan Moss |  |

| ngày 29 tháng 12 năm 2019 20 | Arsenal                                                                                         | 1–2      | Chelsea                                                               | London                                                                |  |
| 14:00 GMT                    | Guendouzi 10' · Aubameyang 13' · Luiz 47' · Torreira 73' · Lacazette 77' · Maitland-Niles 90+1' | Chi tiết | Mount 30' · Kanté 30' · Rüdiger 34' · Jorginho 55', 83' · Abraham 87' | Sân vận động: Emirates Lượng khán giả: 60,309 Trọng tài: Craig Pawson |  |

| ngày 1 tháng 1 năm 2020 21 | Brighton & Hove Albion                    | 1–1      | Chelsea                                                 | Falmer                                                              |  |
| 12:30 GMT                  | Dunk 71' · Jahanbakhsh 84' · Maupay 90+1' | Chi tiết | Azpilicueta 10' · Zouma 69' · Kovačić 82' · James 90+4' | Sân vận động: Amex Lượng khán giả: 30,559 Trọng tài: Stuart Attwell |  |

| ngày 11 tháng 1 năm 2020 22 | Chelsea                                              | 3–0      | Burnley                                  | London                                                                       |  |
| 15:00 GMT                   | Jorginho 27' (ph.đ.) · Abraham 38' · Hudson-Odoi 49' | Chi tiết | McNeil 45+2' · Westwood 54' · Lennon 59' | Sân vận động: Stamford Bridge Lượng khán giả: 40,396 Trọng tài: Kevin Friend |  |

| ngày 18 tháng 1 năm 2020 23 | Newcastle United  | 1–0      | Chelsea     | Newcastle                                                                     |  |
| 17:30 GMT                   | Hayden 55', 90+4' | Chi tiết | Emerson 84' | Sân vận động: St James' Park Lượng khán giả: 52,217 Trọng tài: Chris Kavanagh |  |

| ngày 21 tháng 1 năm 2020 24 | Chelsea                                                                | 2–2      | Arsenal                                                  | London                                                                         |  |
| 20:15 GMT                   | Emerson 21' · Jorginho 28' (ph.đ.) · Christensen 59' · Azpilicueta 84' | Chi tiết | Luiz 26' · Martinelli 63' · Guendouzi 76' · Bellerín 87' | Sân vận động: Stamford Bridge Lượng khán giả: 40,577 Trọng tài: Stuart Attwell |  |

| ngày 1 tháng 2 năm 2020 25 | Leicester City                                         | 2–2      | Chelsea                                       | Leicester                                                            |  |
| 12:30 GMT                  | Barnes 54' · Maddison 61' · Chilwell 64' · Evans 90+3' | Chi tiết | Rüdiger 46', 71' · Jorginho 56' · Kovačić 76' | Sân vận động: King Power Lượng khán giả: 32,186 Trọng tài: Lee Mason |  |

| ngày 17 tháng 2 năm 2020 26 | Chelsea                                           | 0–2      | Manchester United                                                     | London                                                                         |  |
| 20:00 GMT                   | Willian 35' · Rüdiger 48' · Zouma 59' · Pedro 64' | Chi tiết | Martial 45' · Fred 59' · Maguire 66' · Williams 76' · Wan-Bissaka 79' | Sân vận động: Stamford Bridge Lượng khán giả: 40,504 Trọng tài: Anthony Taylor |  |

| ngày 22 tháng 2 năm 2020 27 | Chelsea                                   | 2–1      | Tottenham Hotspur                             | London                                                                         |  |
| 12:30 GMT                   | Giroud 15' · Alonso 48' · Christensen 65' | Chi tiết | Winks 23' · Lo Celso 81' · Rüdiger 89' (l.n.) | Sân vận động: Stamford Bridge Lượng khán giả: 40,608 Trọng tài: Michael Oliver |  |

| ngày 29 tháng 2 năm 2020 28 | Bournemouth                                      | 2–2      | Chelsea                                          | Bournemouth                                                             |  |
| 15:00 GMT                   | Lerma 54' · King 57' · Smith 59' · C. Wilson 88' | Chi tiết | Jorginho 17' · Alonso 33', 85' · Christensen 71' | Sân vận động: Vitality Lượng khán giả: 10,667 Trọng tài: Andre Marriner |  |

| ngày 8 tháng 3 năm 2020 29 | Chelsea                                                      | 4–0      | Everton                   | London                                                                       |  |
| 14:00 GMT                  | Mount 14' · Pedro 21' · Willian 51' · Giroud 54' · Zouma 82' | Chi tiết | Gomes 53' · Holgate 90+1' | Sân vận động: Stamford Bridge Lượng khán giả: 40,694 Trọng tài: Kevin Friend |  |

| ngày 21 tháng 6 năm 2020 30 | Aston Villa                            | 1–2      | Chelsea                                | Birmingham                                                         |  |
| 16:15 BST                   | Hause 43' · Konsa 45' · Grealish 90+6' | Chi tiết | Pulisic 60' · Giroud 62' · Kanté 90+4' | Sân vận động: Villa Park Lượng khán giả: 0 Trọng tài: Paul Tierney |  |

| ngày 25 tháng 6 năm 2020 31 | Chelsea                                        | 2–1      | Manchester City                      | London                                                                    |  |
| 20:15 BST                   | Pulisic 36' · Alonso 38' · Willian 78' (ph.đ.) | Chi tiết | De Bruyne 55', 76' · Fernandinho 77' | Sân vận động: Stamford Bridge Lượng khán giả: 0 Trọng tài: Stuart Attwell |  |

| ngày 1 tháng 7 năm 2020 32 | West Ham United                                                      | 3–2      | Chelsea                       | London                                                            |  |
| 20:15 BST                  | Souček 45+2' · Antonio 51' · Lanzini 65' · Rice 70' · Yarmolenko 89' | Chi tiết | Willian 42' (ph.đ.), 72', 82' | Sân vận động: London Lượng khán giả: 0 Trọng tài: Martin Atkinson |  |

| ngày 4 tháng 7 năm 2020 33 | Chelsea                                          | 3–0      | Watford                   | London                                                                  |  |
| 20:00 BST                  | Giroud 28' · Willian 43' (ph.đ.) · Barkley 90+2' | Chi tiết | Capoue 21' · Mariappa 49' | Sân vận động: Stamford Bridge Lượng khán giả: 0 Trọng tài: Kevin Friend |  |

| ngày 7 tháng 7 năm 2020 34 | Crystal Palace                           | 2–3      | Chelsea                               | London                                                               |  |
| 18:00 BST                  | Zaha 34' · Milivojević 35' · Benteke 72' | Chi tiết | Giroud 6' · Pulisic 27' · Abraham 71' | Sân vận động: Selhurst Park Lượng khán giả: 0 Trọng tài: David Coote |  |

| ngày 11 tháng 7 năm 2020 35 | Sheffield United                                | 3–0      | Chelsea | Sheffield                                                              |  |
| 17:30 BST                   | Baldock 3' · McGoldrick 18', 77' · McBurnie 33' | Chi tiết |         | Sân vận động: Bramall Lane Lượng khán giả: 0 Trọng tài: Andre Marriner |  |

| ngày 14 tháng 7 năm 2020 36 | Chelsea                                | 1–0      | Norwich City               | London                                                                   |  |
| 20:15 BST                   | Giroud 45+3' · Zouma 60' · Kovačić 62' | Chi tiết | Cantwell 58' · Buendía 88' | Sân vận động: Stamford Bridge Lượng khán giả: 0 Trọng tài: Jonathan Moss |  |

| ngày 22 tháng 7 năm 2020 37 | Liverpool                                                                                           | 5–3      | Chelsea                                  | Liverpool                                                         |  |
| 20:15 BST                   | Keïta 23' · Alexander-Arnold 38' · Wijnaldum 43' · Firmino 54' · Gomez 83' · Oxlade-Chamberlain 84' | Chi tiết | Giroud 45+3' · Abraham 61' · Pulisic 73' | Sân vận động: Anfield Lượng khán giả: 0 Trọng tài: Andre Marriner |  |

| ngày 26 tháng 7 năm 2020 38 | Chelsea | v        | Wolverhampton Wanderers | London                                                  |  |
| 16:00 BST                   |         | Chi tiết |                         | Sân vận động: Stamford Bridge Trọng tài: Stuart Attwell |  |

### FA Cup
| ngày 5 tháng 1 năm 2020 Third round | Chelsea                                  | 2–0      | Nottingham Forest | London                                                                       |  |
| 14:01 GMT                           | Hudson-Odoi 6' · Barkley 33' · James 65' | Chi tiết | Yates 77'         | Sân vận động: Stamford Bridge Lượng khán giả: 40,492 Trọng tài: Peter Bankes |  |

| ngày 25 tháng 1 năm 2020 Fourth round | Hull City                 | 1–2      | Chelsea                                             | Hull                                                              |  |
| 17:30 GMT                             | Lichaj 63' · Grosicki 78' | Chi tiết | Batshuayi 6' · Kovačić 46' · Tomori 64' · Zouma 90' | Sân vận động: KCOM Lượng khán giả: 24,109 Trọng tài: Craig Pawson |  |

| ngày 3 tháng 3 năm 2020 Fifth round | Chelsea                   | 2–0      | Liverpool                             | London                                                                         |  |
| 19:45 GMT                           | Willian 13' · Barkley 64' | Chi tiết | Fabinho 61' · Milner 76' · Mané 90+4' | Sân vận động: Stamford Bridge Lượng khán giả: 40,103 Trọng tài: Chris Kavanagh |  |

| ngày 28 tháng 6 năm 2020 Quarter-finals | Leicester City | 0–1      | Chelsea     | Leicester                                                       |  |
| 16:00 BST                               | Söyüncü 23'    | Chi tiết | Barkley 63' | Sân vận động: King Power Lượng khán giả: 0 Trọng tài: Mike Dean |  |

| ngày 19 tháng 7 năm 2020 Semi-finals | Manchester United                 | 1–3      | Chelsea                                        | London                                                       |  |
| 18:00 BST                            | Pogba 71' · Fernandes 85' (ph.đ.) | Chi tiết | Giroud 45+11' · Mount 46' · Maguire 74' (l.n.) | Sân vận động: Wembley Lượng khán giả: 0 Trọng tài: Mike Dean |  |

| ngày 1 tháng 8 năm 2020 Final | Arsenal | 2-1 | Chelsea | London                                          |  |
| 17:30 BST                     |         |     |         | Sân vận động: Wembley Trọng tài: Anthony Taylor |  |

### EFL Cup
| ngày 25 tháng 9 năm 2019 Third round | Chelsea                                                                                      | 7–1      | Grimsby Town   | London                                                                       |  |
| 19:45 BST                            | Barkley 4' · Batshuayi 7', 86' · Pedro 43' (ph.đ.) · Zouma 56' · James 82' · Hudson-Odoi 89' | Chi tiết | Green 19', 28' | Sân vận động: Stamford Bridge Lượng khán giả: 39,674 Trọng tài: Keith Stroud |  |

| ngày 30 tháng 10 năm 2019 Fourth round | Chelsea                          | 1–2      | Manchester United                                    | London                                                                       |  |
| 20:05 GMT                              | Batshuayi 18', 61' · Kovačić 90' | Chi tiết | McTominay 11' · Rashford 25' (ph.đ.), 73' · Fred 83' | Sân vận động: Stamford Bridge Lượng khán giả: 38,645 Trọng tài: Paul Tierney |  |

### UEFA Champions League

#### Vòng bảng
Bảng xếp hạng

| VT | Đội      | ST | T | H | B | BT | BB | HS  | Đ  | Giành quyền tham dự                 |
| -- | -------- | -- | - | - | - | -- | -- | --- | -- | ----------------------------------- |
| 1  | Valencia | 6  | 3 | 2 | 1 | 9  | 7  | +2  | 11 | Đi tiếp vào vòng đấu loại trực tiếp |
| 2  | Chelsea  | 6  | 3 | 2 | 1 | 11 | 9  | +2  | 11 | Đi tiếp vào vòng đấu loại trực tiếp |
| 3  | Ajax     | 6  | 3 | 1 | 2 | 12 | 6  | +6  | 10 | Chuyển qua Europa League            |
| 4  | Lille    | 6  | 0 | 1 | 5 | 4  | 14 | −10 | 1  |                                     |

1. 1 2  Điểm đối đầu: Valencia 4, Chelsea 1.

Trận đấu
| ngày 17 tháng 9 năm 2019 1 | Chelsea                   | 0–1      | Valencia                  | London, Anh                                                                           |  |
| 20:00 BST                  | Jorginho 33' · Giroud 90' | Chi tiết | Coquelin 9' · Rodrigo 74' | Sân vận động: Stamford Bridge Lượng khán giả: 39,469 Trọng tài: Cüneyt Çakır (Turkey) |  |

| ngày 2 tháng 10 năm 2019 2 | Lille                   | 1–2      | Chelsea                               | Lille, Pháp                                                                                           |  |
| 21:00 CEST                 | Osimhen 33' · Ikoné 44' | Chi tiết | Abraham 22' · James 35' · Willian 78' | Sân vận động: Sân vận động Pierre Mauroy Lượng khán giả: 48.523 Trọng tài: Aleksei Kulbakov (Belarus) |  |

| ngày 23 tháng 10 năm 2019 3 | Ajax                     | 0–1      | Chelsea                   | Amsterdam, Hà Lan                                                                           |  |
| 18:55 CEST                  | Tadić 49' · Martínez 65' | Chi tiết | Zouma 84' · Batshuayi 86' | Sân vận động: Johan Cruyff Arena Lượng khán giả: 52,482 Trọng tài: Ovidiu Hațegan (Romania) |  |

| ngày 5 tháng 11 năm 2019 4 | Chelsea                                                                          | 4–4      | Ajax | London, Anh                                                                             |  |
| 20:00 GMT                  | Jorginho 5' (ph.đ.), 71' (ph.đ.) · Tomori 42' · Azpilicueta 45', 63' · James 74' | Chi tiết | Abraham 2' (l.n.) · Promes 20', 62' · Veltman 31' 69' · Blind 33' 68' · Kepa 35' (l.n.) · van de Beek 55' | Sân vận động: Stamford Bridge Lượng khán giả: 39,132 Trọng tài: Gianluca Rocchi (Italy) |  |

| ngày 27 tháng 11 năm 2019 5 | Valencia                                            | 2–2      | Chelsea                                                                          | Valencia, Tây Ban Nha                                                           |  |
| 18:55 CET                   | Wass 32', 82' · Soler 40' · Garay 53' · Gabriel 87' | Chi tiết | Jorginho 7' · Kovačić 41' · Pulisic 50' · Azpilicueta 55' · Kanté 73' · Kepa 78' | Sân vận động: Mestalla Lượng khán giả: 43,486 Trọng tài: Felix Zwayer (Germany) |  |

| ngày 10 tháng 12 năm 2019 6 | Chelsea                                     | 2–1      | Lille                           | London, Anh                                                                                      |  |
| 20:00 GMT                   | Abraham 19' · Azpilicueta 35' · Zouma 45+1' | Chi tiết | Çelik 40' · Xeka 67' · Rémy 78' | Sân vận động: Stamford Bridge Lượng khán giả: 40,016 Trọng tài: Anastasios Sidiropoulos (Greece) |  |

#### Knockout phase
| ngày 25 tháng 2 năm 2020 Round of 16 first leg | Chelsea                   | 0–3      | Bayern Munich                                                  | London, Anh                                                                             |  |
| 20:00 GMT                                      | Jorginho 49' · Alonso 83' | Chi tiết | Thiago 45+1' · Kimmich 50' · Gnabry 51', 54' · Lewandowski 76' | Sân vận động: Stamford Bridge Lượng khán giả: 36,761 Trọng tài: Clément Turpin (France) |  |

| 7 / ngày 8 tháng 8 năm 2020 Round of 16 second leg | Bayern Munich | v | Chelsea | Munich, Đức                 |  |
| 22:00 CEST                                         |               |   |         | Sân vận động: Allianz Arena |  |

### Siêu Cúp châu Âu
| ngày 14 tháng 8 năm 2019                             | Liverpool                                             | 2–2 (s.h.p.) (5–4 p)                           | Chelsea                                              | Istanbul, Turkey                                                                          |  |
| 22:00 TRT                                            | Mané 48', 95' · Henderson 85' · Alexander-Arnold 107' | Chi tiết                                       | Giroud 36' · Azpilicueta 79' · Jorginho 101' (ph.đ.) | Sân vận động: Vodafone Park Lượng khán giả: 38,434 Trọng tài: Stéphanie Frappart (France) |  |
|                                                      |                                                       | Loạt sút luân lưu                              |                                                      |                                                                                           |  |
| Firmino · Fabinho · Origi · Alexander-Arnold · Salah |                                                       | Jorginho · Barkley · Mount · Emerson · Abraham |                                                      |                                                                                           |  |

## Số liệu thống kê

### Xuất hiện và mục tiêu
| #.                     | Vt. | Cầu thủ             | Premier League | Premier League | FA Cup | FA Cup | EFL Cup | EFL Cup | UEFA Champions League | UEFA Champions League | Siêu Cúp Châu Âu | Siêu Cúp Châu Âu | Tổng cộng | Tổng cộng |
| #.                     | Vt. | Cầu thủ             | St             | Bt             | St     | Bt     | St      | Bt      | St                    | Bt                    | St               | Bt               | St        | Bt        |
| ---------------------- | --- | ------------------- | -------------- | -------------- | ------ | ------ | ------- | ------- | --------------------- | --------------------- | ---------------- | ---------------- | --------- | --------- |
| 1                      | GK  | Kepa Arrizabalaga   | 30             | 0              | 1      | 0      | 0       | 0       | 6                     | 0                     | 1                | 0                | 38        | 0         |
| 2                      | DF  | Antonio Rüdiger     | 16             | 2              | 2      | 0      | 0       | 0       | 2                     | 0                     | 0                | 0                | 20        | 2         |
| 3                      | DF  | Marcos Alonso       | 12 (2)         | 4              | 2      | 0      | 2       | 0       | 5                     | 0                     | 0                | 0                | 21 (2)    | 4         |
| 4                      | DF  | Andreas Christensen | 20             | 0              | 1      | 0      | 0       | 0       | 3                     | 0                     | 1                | 0                | 25        | 0         |
| 5                      | MF  | Jorginho            | 23 (4)         | 4              | 1 (1)  | 0      | 1       | 0       | 7                     | 2                     | 1                | 1                | 33 (5)    | 7         |
| 7                      | MF  | N'Golo Kanté        | 20 (2)         | 3              | 1      | 0      | 0       | 0       | 3                     | 0                     | 1                | 0                | 25 (2)    | 3         |
| 8                      | MF  | Ross Barkley        | 12 (6)         | 1              | 3 (1)  | 3      | 1       | 1       | 1 (1)                 | 0                     | 0 (1)            | 0                | 17 (9)    | 5         |
| 9                      | FW  | Tammy Abraham       | 24 (6)         | 14             | 1      | 0      | 0 (1)   | 0       | 6 (1)                 | 2                     | 0 (1)            | 0                | 31 (9)    | 16        |
| 10                     | MF  | Willian             | 26 (7)         | 9              | 2 (1)  | 1      | 0       | 0       | 6 (1)                 | 1                     | 0                | 0                | 34 (9)    | 11        |
| 11                     | MF  | Pedro               | 8 (2)          | 1              | 3 (1)  | 0      | 1 (1)   | 1       | 0 (3)                 | 0                     | 1                | 0                | 13 (7)    | 2         |
| 12                     | MF  | Ruben Loftus-Cheek  | 1 (3)          | 0              | 0 (1)  | 0      | 0       | 0       | 0                     | 0                     | 0                | 0                | 1 (4)     | 0         |
| 13                     | GK  | Willy Caballero     | 4              | 0              | 3      | 0      | 2       | 0       | 1                     | 0                     | 0                | 0                | 10        | 0         |
| 15                     | DF  | Kurt Zouma          | 21 (3)         | 0              | 3      | 0      | 2       | 1       | 6                     | 0                     | 1                | 0                | 33 (3)    | 1         |
| 17                     | MF  | Mateo Kovačić       | 20 (8)         | 1              | 3 (1)  | 0      | 1       | 0       | 6 (1)                 | 1                     | 1                | 0                | 31 (10)   | 2         |
| 18                     | FW  | Olivier Giroud      | 9 (5)          | 5              | 1      | 0      | 0       | 0       | 1 (1)                 | 0                     | 1                | 1                | 12 (6)    | 6         |
| 19                     | MF  | Mason Mount         | 29 (5)         | 6              | 2 (2)  | 0      | 0 (1)   | 0       | 5 (2)                 | 0                     | 0 (1)            | 0                | 36 (11)   | 6         |
| 20                     | MF  | Callum Hudson-Odoi  | 7 (11)         | 1              | 2      | 1      | 2       | 1       | 1 (3)                 | 0                     | 0                | 0                | 12 (14)   | 3         |
| 22                     | MF  | Christian Pulisic   | 16 (5)         | 8              | 1      | 0      | 2       | 0       | 3 (1)                 | 1                     | 1                | 0                | 23 (6)    | 9         |
| 23                     | FW  | Michy Batshuayi     | 1 (15)         | 1              | 2      | 1      | 2       | 3       | 0 (4)                 | 1                     | 0                | 0                | 5 (19)    | 6         |
| 24                     | DF  | Reece James         | 13 (7)         | 0              | 2 (1)  | 0      | 2       | 1       | 3 (2)                 | 1                     | 0                | 0                | 20 (10)   | 2         |
| 28                     | DF  | César Azpilicueta   | 32             | 2              | 2 (1)  | 0      | 0       | 0       | 7                     | 2                     | 1                | 0                | 42 (1)    | 4         |
| 29                     | DF  | Fikayo Tomori       | 15             | 1              | 2      | 1      | 0       | 0       | 4                     | 0                     | 0 (1)            | 0                | 21 (1)    | 2         |
| 31                     | GK  | Jamie Cumming       | 0              | 0              | 0      | 0      | 0       | 0       | 0                     | 0                     | 0                | 0                | 0         | 0         |
| 33                     | DF  | Emerson             | 13 (1)         | 0              | 2      | 0      | 0       | 0       | 1 (1)                 | 0                     | 1                | 0                | 17 (2)    | 0         |
| 47                     | MF  | Billy Gilmour       | 2 (4)          | 0              | 2 (1)  | 0      | 2       | 0       | 0                     | 0                     | 0                | 0                | 6 (5)     | 0         |
| 55                     | MF  | Tino Anjorin        | 0 (1)          | 0              | 0      | 0      | 0 (1)   | 0       | 0                     | 0                     | 0                | 0                | 0 (2)     | 0         |
| 57                     | FW  | Armando Broja       | 0 (1)          | 0              | 0      | 0      | 0       | 0       | 0                     | 0                     | 0                | 0                | 0 (1)     | 0         |
| 63                     | DF  | Ian Maatsen         | 0              | 0              | 0      | 0      | 0 (1)   | 0       | 0                     | 0                     | 0                | 0                | 0 (1)     | 0         |
| Cầu thủ rời câu lạc bộ |     |                     |                |                |        |        |         |         |                       |                       |                  |                  |           |           |
| 21                     | DF  | Davide Zappacosta   | 0              | 0              | 0      | 0      | 0       | 0       | 0                     | 0                     | 0                | 0                | 0         | 0         |
| 16                     | MF  | Kenedy              | 0              | 0              | 0      | 0      | 0       | 0       | 0                     | 0                     | 0                | 0                | 0         | 0         |
| 44                     | DF  | Marc Guehi          | 0              | 0              | 0      | 0      | 2       | 0       | 0                     | 0                     | 0                | 0                | 2         | 0         |
| 48                     | DF  | Tariq Lamptey       | 0 (1)          | 0              | 0 (2)  | 0      | 0       | 0       | 0                     | 0                     | 0                | 0                | 0 (3)     | 0         |

Cập nhật lần cuối: ngày 7 tháng 7 năm 2020.

Nguồn: Competitions

## Giải thưởng

### Huấn luyện viên
| Huấn luyện    | Giải thưởng                                    | *      |
| ------------- | ---------------------------------------------- | ------ |
| Frank Lampard | Premier League Manager of the Month (Tháng 10) | [ 74 ] |